# Gonomyia (Leiponeura) varsha
Gonomyia (Leiponeura) varsha is een tweevleugelige uit de familie steltmuggen (Limoniidae). De soort komt voor in het Oriëntaals gebied.